# Lokcianský potok
Lokcianský potok je potok na horní Oravě, na území okresu Námestovo. Je to levostranný přítok Hruštínky, měří 3,8 km a je tokem V. řádu.

## Pramen
Pramení v Oravské Maguře, v podcelku Budín, na západním svahu vrchu Budín (1 222,0 m n. m.) v nadmořské výšce cca 980 m n. m.

## Popis toku
Od pramene teče nejprve severozápadním směrem, vytváří oblouk prohnutý na jihozápad a v lokalitě Hrčková přibírá krátký přítok zleva. Pak vstupuje do Oravské kotliny, do podcelku Hruštínské Podolí, nevýrazně se vlní a stáčí na sever. Následně protéká obcí Lokca, kde nejprve zprava přibírá přítok z lokality Pustina, stáčí se severozápadním směrem a zleva ještě přibírá přítok pramenící jižně od obce. Na okraji obce nakonec ústí v nadmořské výšce přibližně 626 m n. m. do vedlejšího ramene Hruštínky.